# Арт-Москва
АРТ Москва — ежегодная крупнейшая  в восточной Европе художественная ярмарка современного, классического и ювелирного искусства. С 2014 по 2021 год не проводилась, возобновлена в новом формате с 2022 года .

## История
Ежегодная международная ярмарка современного искусства, существует с 1996 года, до 2013 года проходила в Москве, в Центральном доме Художника на Крымском Валу. До 2009 года проходила в мае, с 2009 проходит в сентябре .
Первоначально АРТ Москва возникла как альтернатива ярмарке Арт-Манеж, которая специализируется на современном салонном искусстве. В отличие от неё, АРТ Москва делает ставку на современное актуальное искусство (contemporary art) и ориентируется на такие важнейшие мировые события в сфере актуального искусства как Art Basel (Базель, Швейцария), Frieze (Лондон, Великобритания), Fiac! (Париж, Франция). В связи с ярко выраженной концепцией ярмарка проводит строгий отбор участников, этой функцией наделен Экспертный Совет, определяющий стратегии развития и политику ярмарки.
Задача ярмарки — продажа и экспонирование произведений мирового актуального искусства ХХ — XXI века. Приоритетными являются произведения последней четверти ХХ и начала XXI века, однако в состав экспозиции могут быть включены и работы классиков модернизма XX века, повлиявших на развитие актуального искусства. Принимать участие в ярмарке могут исключительно художественные галереи.
С 2009 года по 2013 год проводилась не весной, а в сентябре.
Ежегодно ярмарка становится крупным культурным событием столицы и получает широкое освещение в прессе.
В 2013 году было объявлено об изменении формата ярмарки и анонсирована АРТ Москва/New Platform (Новая платформа), ориентированная на молодые новаторские галереи.
Остроактуальная в конце 1990-х и сформировавшая российский арт-рынок АРТ Москва возродилась после пандемии как ярмарка изящных искусств, объединяющая галереи современного искусства, антикваров, дизайнеров и художников-ювелиров.
С 2022 года АРТ Москва проходит в Гостином Дворе на Ильинке. В 2024 году ярмарка состоится с 17 по 21 апреля.

## Цитаты
- «Этот проект всегда был убыточным. Лишь однажды, в 2007 году, когда в ярмарке участвовало больше всего галерей — около 70, — она принесла микроскопическую прибыль 200 тыс. руб. Искусство на ярмарке тогда не было особо радикальным, но не было и подарочным, оно было интересным. Хотя уже тогда зазвучала резкая критика к качеству. А потом случился кризис, и мы, прислушавшись к критике, приняли решение об ужесточении отбора участников. Проект стал для нас дотационным, мы продолжали его тянуть, подтверждая наихудшую бизнес-практику поддержки убыточных проектов из жалости к собственному детищу и в надежде на лучшие времена. Но они не наступили. Все это время начиная с 2007 года мы вкладывали примерно 30% бюджета, в этом году стало понятно, что придется вложить 50%. Но главной причиной стала даже не экономическая. Когда мы с нашим экспертным советом посмотрели, что у нас сейчас получается по качеству, мы поняли, что возобладало красивое. Когда мы увидели, что собираемся представить — за свои деньги — в формате старой „Арт-Москвы“, мы решили...»[9] — Василий Бычков, 2013.